# Annona muricata
Annona muricata е вид дърво от рода Annona от семейство Annonaceae, който има годни за консумация плодове. Плодовете обикновено се наричат гравиола или soursop (буквално от англ. „кисела попара“) поради леко киселия си вкус, когато узреят.

## Произход и разпространение
Annona muricata произлиза от Карибите и Централна Америка, но сега се култивира широко и в някои райони става инвазивен – в тропически и субтропичен климат по целия свят. Точният произход е неизвестен. Дървото е родом от тропическите райони на Америка и Карибите и е широко разпространено.

## Плодове
Soursop (известен и като graviola, guyabano и guanábana) е плодът на Annona muricata, широколистно, цъфтящо вечнозелено дърво.
Soursop е адаптиран към райони с висока влажност и относително топла зима; температури под 5 °C ще доведат до увреждане на листата и малките клони, а температурите под 3 °C могат да бъдат фатални. Плодът става сух и вече не е добър за концентрат.
С аромат, подобен на ананас, ароматът на плодовете е описан като комбинация от ягода и ябълка с кисели цитрусови вкусови нотки, контрастиращи на подлежаща плътна кремообразна текстура, напомняща на банан. Месото е сочно, кисело, белезникаво.
Soursop се популяризира широко (понякога като „гравиола“) като алтернативно лечение на рак, но няма медицински доказателства, че е ефективен за лечение на рак или някакво заболяване.

## Галерия
- Ствол
- Листа
- Цвят
- Цвят
- Завързал цвят
- Плод на дървото
- Разрязан плод
- Плод и семки